# Louis de Frotté
Pour les articles homonymes, voir Blondel.
 (novembre 2016).
Si vous disposez d'ouvrages ou d'articles de référence ou si vous connaissez des sites web de qualité traitant du thème abordé ici, merci de compléter l'article en donnant les références utiles à sa vérifiabilité et en les liant à la section « Notes et références ».
Marie Pierre Louis de Frotté, surnommé « Blondel », né le 5 août 1766 à Alençon et fusillé le 18 février 1800 à Verneuil-sur-Avre, est le chef de la chouannerie normande.

## Biographie
Louis est un fils de Pierre Henry de Frotté, écuyer, sieur de la Rimblière, et d'Agathe de Clairambault, mariés à Port-Louis, en Bretagne, le 15 octobre 1765. La famille de Frotté est originaire de Couterne en Normandie, elle a accédé à la noblesse par la charge de secrétaire du roi en 1541.
Le comte Louis de Frotté commence sa carrière militaire en 1781 au régiment Colonel-Général. Officier d'infanterie lorsque éclate la Révolution, jeune, ardent et d'un caractère décidé, il s'en montra de bonne heure l'adversaire et se trouve mêlé à la rixe dite "des Quatre régiments" à Lille (8 avril 1790), au cours de laquelle son régiment fait la fusillade dans les rues aux côtés des chasseurs de Normandie contre les soldats du Royal des Vaisseaux et de La Couronne infanterie, partisans des idées révolutionnaires. En l'absence des colonels des deux régiments, Frotté les commande par intérim en qualité de plus ancien officier présent.
Envoyés à Dunkerque, les officiers de Colonel-Général émigrent à l'annonce de l'arrestation du Roi à Varennes, dans la nuit du 24 au 25 juin 1791, en compagnie de quelques-uns de leurs homologues du régiment de Viennois. Louis de Frotté est de ceux-là. Passé dans l’armée de Brunswick, il s'engage dans une unité émigrée nouvellement formée, les Chevaliers de la couronne. Il combat l’armée républicaine à la bataille de Valmy avant de se retirer en 1792 en Italie puis en Allemagne.

### L'insurrection en Bretagne
En Angleterre, il sert dans le régiment des Chevaliers de la couronne du vicomte de Bussy et prépare l’insurrection de sa province natale. Voulant signaler son dévouement pour la cause des Bourbons, il sollicita vivement à Londres, en 1794, auprès de Joseph de Puisaye, chargé des intérêts du roi en Bretagne, l'autorisation de passer en France pour faire s'insurger la Normandie, où il avait des intelligences. Il reçut ses pouvoirs ainsi qu'un brevet de colonel. Débarquant sur la côte de Saint-Malo au commencement de 1795, avec plusieurs autres gentilshommes, il y soutint un combat contre les troupes républicaines, leur échappa, et parvint en Normandie à travers mille dangers.
Il y apportait, avec un grand courage, une patience à toute épreuve, des talents militaires naturels mais peu exercés, et une suite imperturbable dans ses desseins. Dévoré d'ailleurs du besoin de se faire un nom, il se précipita dans la carrière de la guerre civile, la seule qui fût ouverte à son audace. Mais il était question alors dans la Vendée et en Bretagne d'un rapprochement et d'une suspension d'armes entre les républicains et les royalistes. La convention nationale se flattait de diminuer le nombre de ses ennemis intérieurs par un système pacifique, repoussé jusqu'alors par les révolutionnaires.

### La Normandie

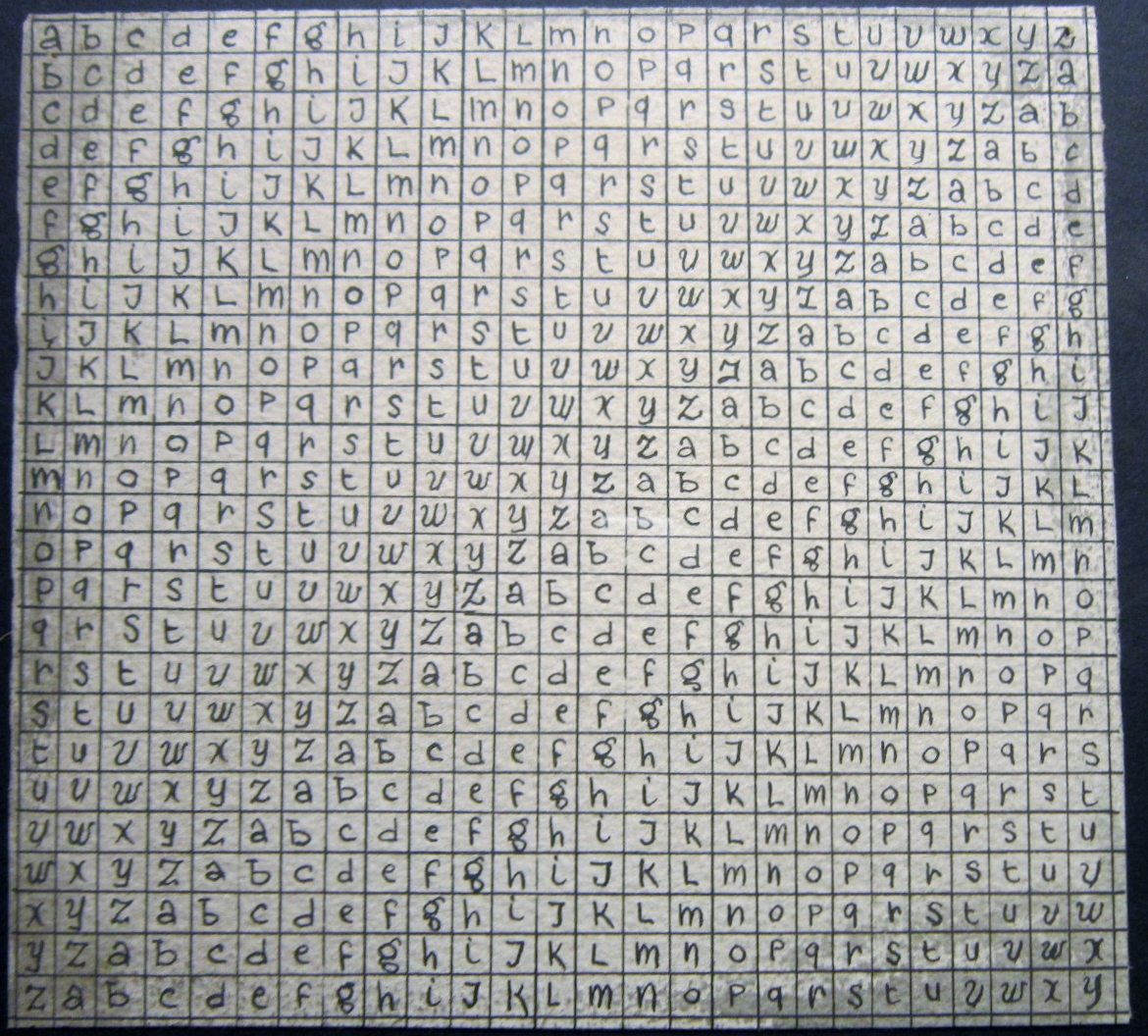
Chiffre utilisé par Louis de Frotté pour décoder des messages. Ce chiffre fut décodé par les Républicains, raison pour laquelle il a été conservé (Musée de la Chouannerie, Plouharnel).

Opposé à toute pacification, Frotté se rendit le 1er avril 1795 en Bretagne aux réunions pour la rédaction du traité de la Mabilais. Là, refusant de signer le traité négocié par Pierre Dezoteux de Cormatin, il déclara qu'il ne ferait jamais fléchir ses principes, et qu'il n'y avait pour les royalistes de sécurité que dans les armes. Il regagna aussitôt la Normandie et, organisant pour l'insurrection les cantons limitrophes du Calvados et de la Manche, il parvint à établir une ligne de correspondance avec Jersey par les îles Saint-Marcouf. Il chercha ensuite, par le district de Domfront et notamment le canton de Tinchebray, à lier ses opérations avec celles des royalistes du Maine.
Frotté n'eut d'abord que trois cents hommes sous ses ordres, et encore étaient-ils peu aguerris. Mais sa persévérance et son infatigable activité lui valurent des succès partiels et répétés contre les nombreux cantonnements républicains. Il s'efforçait de gagner la confiance des habitants des campagnes, et augmentait chaque jour le nombre de ses partisans. Sa correspondance avec l'Angleterre et les princes français fut bientôt en pleine activité. On lui envoya de Londres plusieurs officiers émigrés, et des transfuges vinrent grossir son parti. Ayant refusé de déposer les armes, il vit avec joie, au mois de juillet 1795, le renouvellement des hostilités entre les royalistes et les républicains dans presque tous les départements de l'Ouest. Il fit, vers cette époque, une incursion dans le Maine où, réuni à d'autres chefs, il s'empara momentanément de la ville de Mayenne.
Au retour de cette expédition, il ramena en Normandie le fameux Picot, chef secondaire, qu'il eut l'art d'employer, il s'efforça de coordonner ses opérations avec celles des autres chefs de l'Anjou, du Maine et de la Bretagne ; mais l'issue de l'expédition de Quiberon vint arrêter l'essor de ses vastes projets. Le 15 novembre, il fut attaqué dans son quartier général par la garnison de Mortain ; il la repoussa, se porta aussitôt sur le poste du Teilleul, et à la suite d'un engagement très vif, y fit mettre le feu, forçant ainsi les républicains à la retraite, il les tint en échec en se montrant partout, étendit son organisation dans la Basse-Normandie, eut un état-major, des chefs de division, et s'efforça d'introduire une discipline sévère parmi ses troupes, qui, toutes réunies, auraient pu former un corps de quatre à cinq mille hommes ; mais la nature de cette guerre ne permettait presque jamais de réunion générale.
Frotté cependant joignit aux environs de Mayenne les colonnes de Scépeaux et de Rochecotte ; il attaqua, de concert, plusieurs bataillons républicains qui furent d'abord enfoncés, mais, renforcés ensuite par la garnison de Mayenne, ils revinrent à la charge et culbutèrent à leur tour les royalistes. Ceux-ci se rallièrent pourtant après leur déroute, et les chefs tinrent conseil pour statuer sur leurs opérations ultérieures. Mais comment concilier tant de prétentions et d'intérêts divers ?
Les généraux royalistes préféraient agir isolément dans leurs arrondissements respectifs ; et les expéditions combinées n'avaient presque jamais d'heureux résultats. Rochecotte, Scépeaux et Frotté se séparèrent ; chacun rentra dans son territoire. De retour en Normandie, Frotté fut joint par son père, qui venait de débarquer avec des dépêches et des subsides du ministère anglais. Ainsi encouragé, il redoubla d'efforts ; il forma une compagnie, organisée sous le nom de Chevaliers de la Couronne ; son système d'insurrection s'étendit et se propagea. Frotté devint redoutable aux républicains, qu'il inquiétait et harcelait sans cesse. Il forma à cette époque un rassemblement nombreux dans la forêt d'Halouze, où il tenait d'ordinaire son quartier général ; et il marcha avec environ mille cinq cents hommes pour attaquer Tinchebray, dont il avait à se plaindre. La garnison n'était pas nombreuse, mais un grand nombre de républicains, renfermés dans la ville, avaient pris les armes pour résister aux royalistes. La ville était d'ailleurs palissadée ; le clocher et l'église étaient crénelés et entourés de meurtrières. L'attaque fut vive et le combat sanglant. Frotté y montra de l'intrépidité et du sang-froid ; il était partout : mais après différents assauts il faillit battre en retraite. Le résultat de l'expédition ne servit qu'à faire redouter les royalistes, et ce succès moral fut presque le seul réel.

### Retour en Angleterre
L'insurrection gagnait de proche en proche en Normandie. Presque tous les cantons avaient des chefs qui obéissaient à Frotté. Mais dans la Vendée, sur les bords de la Loire, en Bretagne et dans le Maine, les affaires des royalistes étaient dès lors désespérées. Le général Hoche soumettait tout, en employant tour à tour la force des armes, la politique et la modération ; il couvrait déjà toute la Normandie et la Bretagne de ses nombreux bataillons. Malgré la résistance la plus opiniâtre, Frotté se vit contraint de se rembarquer pour l'Angleterre, refusant toute espèce d'adhésion ou de soumission personnelle au gouvernement républicain.
Avant son départ, il avait licencié ses divisions jusqu'à nouvel ordre et chargé le conseil royal de Normandie des détails de la pacification, recommandant à ses soldats de conserver leurs armes, et établissant entre la Normandie et l'Angleterre deux points de correspondance, l'un par les îles Saint-Marcouf, l'autre par Carteret.
Arrivé à Londres en 1796, il fut envoyé par le comité royaliste établi dans cette ville, à Monsieur, comte d'Artois, alors à Édimbourg, pour engager Son Altesse Royale à tenter une expédition en Bretagne. Les circonstances ne semblèrent pas favorables.

### Deuxième insurrection
Ce ne fut qu'après la rupture du congrès de Rastadt et pendant la guerre de 1799, que les royalistes de l'Ouest de la France purent reprendre les armes. Frotté débarqua en Normandie vers la fin de septembre, avec le grade de maréchal de camp, des pouvoirs très étendus, et le commandement en chef des royalistes de la Normandie et du Perche. En septembre 1799, il revient prendre la tête des « brigands » normands sous le nom de guerre de « Blondel ».
La guerre civile prit alors un caractère plus imposant. Des forces au moins égales étaient opposées aux royalistes. Frotté attaqua Vire sans succès ; il prit plusieurs bourgs, mais qui furent repris ensuite. Il délivra sa mère et un grand nombre de royalistes qui venaient d'être emprisonnés en exécution de la loi des otages. Il fit ensuite dans le midi du département de la Manche une expédition assez heureuse d'abord, puis mêlée de revers. Cependant, au milieu de cette guerre active, sa troupe s'exerçait, se disciplinait et Frotté lui-même parvenait à étendre son influence sur presque toute la Normandie. Par le contrôle de ses divisions, son armée s'élevait à près de onze mille hommes.

### Prise de pouvoir par Bonaparte
L'avènement de Napoléon Bonaparte au suprême pouvoir dans la journée du 18 brumaire devint funeste au parti royaliste armé. Frotté fut peut-être celui de tous les chefs qui ont pressenti avec le plus de justesse les conséquences et, dans une de ses proclamations, il retraça avec les couleurs les plus vives cette journée de Saint-Cloud. Il y représentait Bonaparte tombant presque défaillant dans les bras de ses grenadiers, et à la veille d'échouer dans son usurpation. Un semblable manifeste ne pouvait être oublié par Bonaparte. La guerre menée contre la République par l’irréductible « Général des Royalistes de Normandie » est si impitoyable que le Premier Consul le considère comme son ennemi personnel.
Dès ce moment, la perte de Frotté fut résolue. On commençait à dissoudre la confédération royaliste avec des paroles de paix. Dans les conférences de Montfaucon, Frotté fut constamment pour la continuation de la guerre. Presque tous les autres chefs avaient déjà capitulé, et il résistait encore, rejetant toute espèce de pacification. Voulant rallier sous ses drapeaux les insurgés du Maine, dont les chefs venaient de se soumettre, il se porta avec plusieurs colonnes sur la route d'Alençon. Il livra à Mortagne, à La Chaux et au Mesle au cœur de l'hiver, trois combats sanglants, où il perdit ses meilleurs officiers, tandis que son lieutenant, Hingant de Saint-Maur, menaçait Évreux et répandait l'alarme aux environs. 
Mais abandonné par son parti et accablé par des forces toujours croissantes, Frotté écrivit au général d'Hédouville, chargé de la pacification, qu'il souscrivait aux lois acceptées par les autres chefs royalistes ; et il l'annonça, le 28 janvier 1800, au général Guidal, qui commandait le département de l'Orne. On lui envoya aussitôt un sauf-conduit pour se rendre à Alençon, afin de négocier son accommodement.

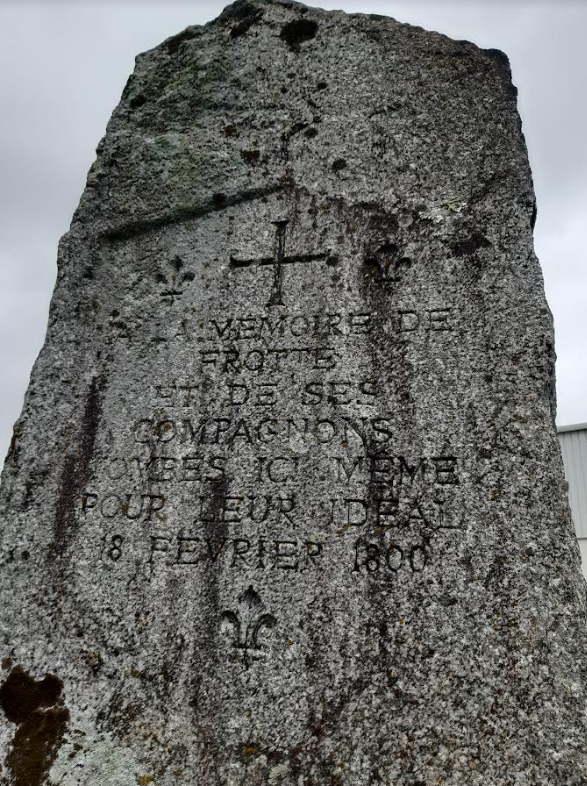

### Fin

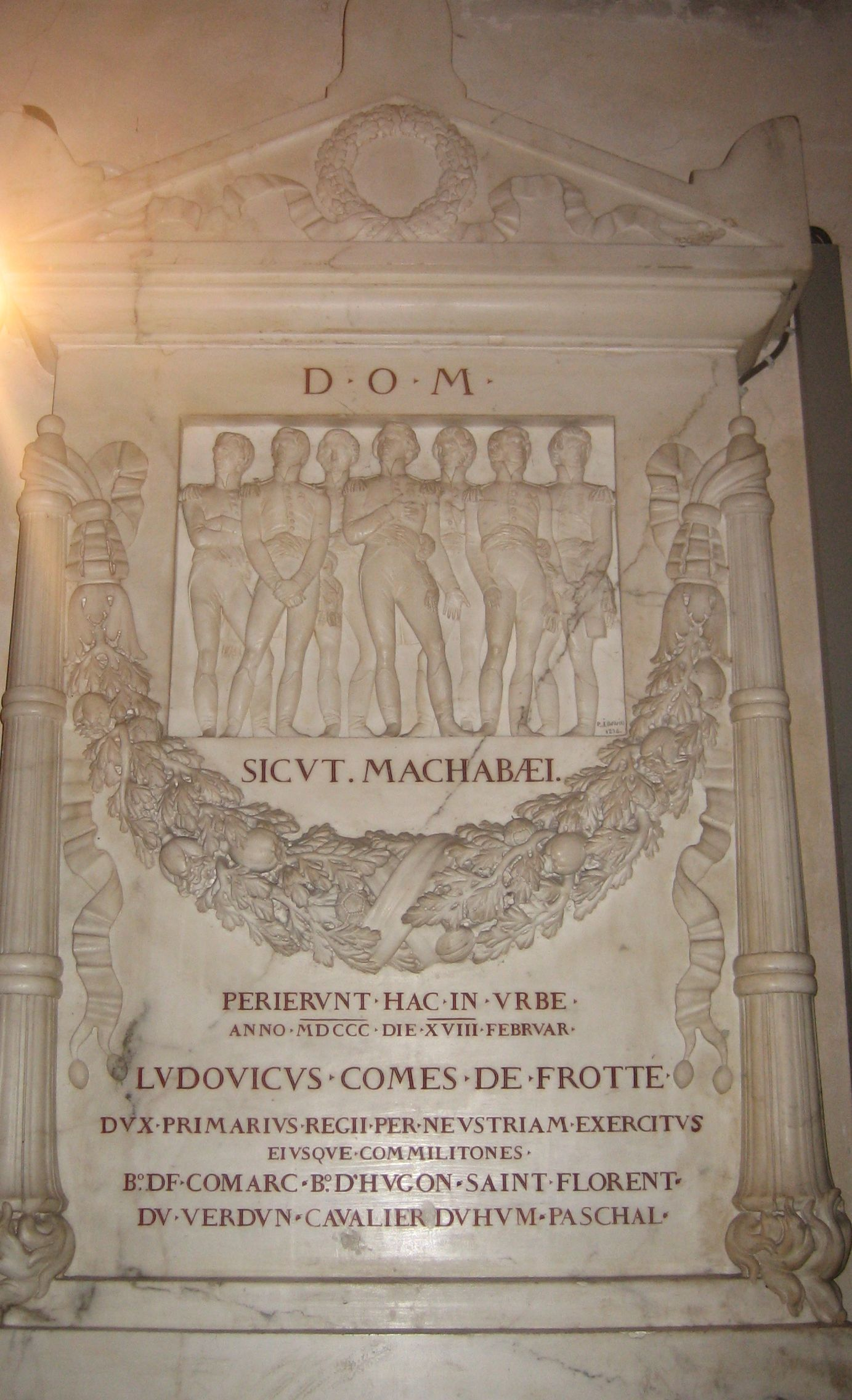
Cénotaphe du comte de Frotté par David d'Angers dans l'église de la Madeleine à Verneuil-sur-Avre.

Frotté était en route quand, au mépris de la foi jurée, il fut arrêté avec six de ses officiers : le 15 février 1800, il est fait prisonnier par trahison à Alençon, à l’Hôtel du Cygne, alors qu’il négociait avec le général Guidal. 
Trois jours plus tard, une commission militaire le condamne à mort, sans avocat ni témoins, à Verneuil-sur-Avre, où il est fusillé. Frotté parut devant ses juges avec l'audace qui l'avait toujours caractérisé. 
On produisit contre lui une lettre interceptée, par laquelle il annonçait à un de ses amis qu'il fallait se soumettre à tout hors au désarmement. Au milieu des débats, il se fit apporter du vin et, sur son invitation, ses coaccusés crièrent avec lui, en buvant : « Vive le roi ! » Le lendemain il fut conduit à pied au lieu où il devait recevoir la mort. Un grenadier de son escorte lui fit observer qu'il ne marchait point au pas : « Tu as raison, reprit Frotté, je n'y faisais pas attention » et il reprit le pas. Il ne souffrit pas qu'on lui bandât les yeux et attendit les coups de fusil debout et avec sérénité.
Aujourd'hui, il subsiste une plaque à sa mémoire à l'intérieur de l'église de la Madeleine de Verneuil-sur-Avre. Un monument commémoratif érigé à l'endroit de son exécution est également visible, rue des frères Lumière, dans le parc d'entreprises de Verneuil.